# Nyctemera radiata
Nyctemera radiata är en fjärilsart som beskrevs av Walker 1856. Nyctemera radiata ingår i släktet Nyctemera och familjen björnspinnare. Inga underarter finns listade i Catalogue of Life.